# (33431) 1999 EK
1999 EK (asteroide 33431) é um asteroide da cintura principal. Possui uma excentricidade de 0.15873660 e uma inclinação de 1.41479º.
Este asteroide foi descoberto no dia 9 de março de 1999 por Tom Stafford em Zeno.